# Angleško medvladje
Angleško medvladje ali angleški interregnum je bilo obdobje parlamentarne in vojaške diktature Lorda protektorja Oliverja Cromwella v času Angleške republike (ang. Commonwealth) po državljanski vojni. Začne se z regicidom Karla I. in uzurpacijo kraljestva januarja 1649,  konča pa z restavracijo Karla II. 29. maja 1660.
Obdobje lahko razdelimo v štiri podobdobja:
1. Prvo obdobje Angleške republike (The Commonwealth of England) od 1649. do 1653.
2. Protektorat pod Oliverjem Cromwellom od 1653. do 1658.
3. Protektorat pod Richardom Cromwellom od 1658. do 1659.
4. Drugo obdobje Angleške republike 1659. do 1660.